# La Goony Chonga
Kasey Avalos (1992, Miami, FL, Estats Units), coneguda pel pseudònim La Goony Chonga, és una cantant de música urbana llatina. Es presenta al públic com "la reina del treaggaeton", gènere musical del que se'n proclama fundadora, a cavall entre el trap i el reggateon. És considerada per la crítica una artista de referencia de la música urbana llatina als Estats Units i una icona de l'escena.

## Carrera musical
D'origen cubanoamericà i nascuda a Miami, Avalos des de jove va estar interessada per la música i l'escriptura: des dels 7 anys componia poemes i feia freestyle. No va ser fins als 20 anys que va decidir dedicar-s'hi professionalment ja que, segons ella mateixa, va adonar-se que podia gravar música pel seu compte i que no li calia "ser famosa per entrar a un estudi". Moltes de les cançons de La Goony Chonga han estat gravades i produïdes des de casa seva.
Avalos va finançar els inicis de la seva carrera musical amb una feina de stripper, faceta que referencia com una de les seves principals inspiracions en part de la seva obra, sobretot en l'àlbum Dinero (2018).
L'àlies La Gooney Chonga que adoptaria neix del slang espanyol de Miami. Segons Avalos, chonga és un terme utilitzat per descriure una dona "treballadora, sexualitzada, agressiva i emocionalment expressiva amb molta confiança i energia poderosa", i afegeix que una chonga té "un estil particular amb molt bling, roba apretada, arrecades grans i sempre va pintada amb delineador de llavis".

## Estil
Si bé Avalos va iniciar-se al món de la música amb el freestlye en anglès, en pocs anys va passar a experimentar amb el trap per acabar introduint-se en el món de la música llatina. Dinero, el seu tercer LP, va ser el primer treball enterament en castellà, tot i que ja abans havia publicat singles en aquesta llengua (Buena y Guapa i Tengo Dinero). Va ser a partir d'aquest moment que La Goony Chonga va guanyar espai a l'escena espanyola. El 2019 va tocar al Primavera Sound en la que seria la seva primera actuació en un festival de grans dimensions.
A les seves lletres hi aparèixen recurrentment els diners, el sexe i les drogues. El seu punchline més famós és "la chonguitona que tu conoces".
Ha col·laborat i actuat amb artistes espanyoles com Bea Pelea o La Zowi, amb qui va compartir escenari el gener de 2019 a la sala Apolo de Barcelona.
La música de La Goony Chonga beu de les influències de Pitbull, Ivy Queen, Celia Cruz i del hip hop i reggaeton de la dècada dels 2000, i el seu estil està inspirat per Madonna, Gwen Stefani i Selena.
Les seves cançons s'han escoltat a la New York Fashion Week i a la Mercedes Benz Fashion Week de Berlín. L'aclamat raper Frank Ocean l'ha fet sonar a la seva ràdio (blondedRadio) i ha rebut el reconeixement dels mitjans especialitzats dels Estats Units com The Fader.